# Kultura Kisapostag
Kultura Kisapostag – jest to kultura archeologiczna wczesnej epoki brązu. Jej nazwa pochodzi od stanowiska w miejscowości Kisapostag w komitacie Fejer w środkowych Węgrzech.

## Geneza
Kultura Kisapostag powstała na skutek wymieszania się wpływów i ludności kultury Vučedol-Zók z kulturą pucharów dzwonowatych, przy czym wpływ tej drugiej jednostki kulturowej był znaczny.

## Chronologia i obszar występowania
Kultura Kisapostag rozwijała się w okresie brązu A1 według chronologii Paula Reineckego, a zanikać zaczęła pod koniec trwania tego okresu. Można więc datować ją według lat kalibrowanych na około 2200–1950 lat p.n.e. W rozwoju tej kultury wyróżnia się dwie fazy. Jej centrum lokalizuje się pomiędzy kolanem Dunaju a jeziorem Balaton, natomiast pojedyncze stanowiska przekraczają Dunaj ku wschodowi i występują w międzyrzeczu Dunaju i Cisy.

## Gospodarka
W kulturze Kisapostag dominowała hodowla zwierząt, co wiązało się z mobilnością grup ludności tej kultury.

## Obrządek pogrzebowy
Ludność kultury Kisapostag składała swoich zmarłych do ziemi w obrządku ciałopalnym, zazwyczaj w grobach popielnicowych, niekiedy tylko w jamowych.

## Inwentarz
Formy charakterystyczne dla ceramiki kultury Kisapostag to kubki o brzuścu baniastym z wyodrębnioną szyjką i uchem wystającym ponad krawędź naczynia oraz podobne do nich naczynia dwuuche. W inwentarzu tej kultury występują zabytki charakterystyczne dla kultury pucharów dzwonowatych, co świadczy o dużym wpływie jakie wywarła ta jednostka taksonomiczna na ludność kultury Kisapostag.

## Zanik i wpływ na powstanie innych kultur
Kultura Kisapostag zanikając pod koniec okresu brązu A1 i na początku okresu A2, przyczyniła się do powstania panońskiej kultury ceramiki inkrustowanej i wraz z kulturą Nagyrév do powstania kultury Vatya.